# Шили сир Сален
Шили сир Сален (фр. Chilly-sur-Salins) насеље је и општина у источној Француској у региону Франш-Конте, у департману Јура која припада префектури Лон ле Соније.
По подацима из 2011. године у општини је живело 92 становника, а густина насељености је износила 7,71 становника/km². Општина се простире на површини од 11,94 km². Налази се на средњој надморској висини од 625 метара (максималној 695 m, а минималној 573 m).

## Демографија
| 1962. | 1968. | 1975. | 1982. | 1990. | 1999. | 2011. |
| ----- | ----- | ----- | ----- | ----- | ----- | ----- |
| 126   | 134   | 121   | 107   | 97    | 92    | 92    |

График промене броја становника у току последњих година